# An Innocent Man Tour
Die An Innocent Man Tour war eine weltweite Konzerttournee des US-amerikanischen Singer-Songwriters Billy Joel. Auf dieser Tournee stellte der Musiker sein 1983 veröffentlichtes und namensgebendes Studioalbum An Innocent Man vor.

## Hintergrund
Die An Innocent Man Tour begann am 18. Januar 1984 in Providence, endete am 5. Juli des gleichen Jahres mit dem letzten von insgesamt sieben Konzerten im Madison Square Garden in New York City und beinhaltete 67 Konzerte in Nordamerika, Asien und Europa, wobei letzterer Kontinent lediglich mit drei Konzerten in der Londoner Wembley Arena berücksichtigt wurde.
Zunächst stand in Frage, ob das Auftaktkonzert der Tournee überhaupt stattfinden könne, da zu jenem Zeitpunkt ein Schneesturm im Nordosten der Vereinigten Staaten für widrige Wetterverhältnisse sorgte. Joel, dem die Entscheidung am Ende überlassen wurde, bestand jedoch darauf, aufzutreten („Hang the snow, on with the show!“).
Die Konzerte der Nordamerikatournee waren in kürzester Zeit ausverkauft. Ein damaliger Zeitungsbericht besagte, dass es „praktisch unmöglich“ sei, Karten zu bekommen, außer über Schwarzhändler. Trotz des Erfolgs der Tournee wurde sie nicht für ein Livealbum oder ein Konzertvideo dokumentiert.

## Setlist

### Beispiel-Setlist
- The Mexican Connection
- Prelude/Angry Young Man
- My Life
- Piano Man
- Don’t Ask Me Why
- Allentown
- Goodnight Saigon
- Pressure
- Leave a Tender Moment Alone
- An Innocent Man
- What’s Your Name?
- The Longest Time
- This Night
- Just the Way You Are
- Scenes from an Italian Restaurant
- Sometimes a Fantasy
- It’s Still Rock and Roll to Me
- Uptown Girl
- Big Shot
- Tell Her About It
- You May Be Right
- Only the Good Die Young

## Tourdaten
| Nr.                 | Datum               | Stadt               | Land                | Veranstaltungsort                         |
| Leg 1 – Nordamerika | Leg 1 – Nordamerika | Leg 1 – Nordamerika | Leg 1 – Nordamerika | Leg 1 – Nordamerika                       |
| ------------------- | ------------------- | ------------------- | ------------------- | ----------------------------------------- |
| 1                   | 18. Januar 1984     | Providence          | Vereinigte Staaten  | Civic Center                              |
| 2                   | 20. Januar 1984     | Portland            | Vereinigte Staaten  | Cumberland County Civic Center            |
| 3                   | 22. Januar 1984     | Hershey             | Vereinigte Staaten  | Hersheypark Arena                         |
| 4                   | 25. Januar 1984     | New Haven           | Vereinigte Staaten  | Veterans Memorial Coliseum                |
| 5                   | 26. Januar 1984     | New Haven           | Vereinigte Staaten  | Veterans Memorial Coliseum                |
| 6                   | 28. Januar 1984     | Landover            | Vereinigte Staaten  | Capital Center                            |
| 7                   | 30. Januar 1984     | Rochester           | Vereinigte Staaten  | Community War Memorial                    |
| 8                   | 1. Februar 1984     | Toledo              | Vereinigte Staaten  | Centennial Hall                           |
| 9                   | 2. Februar 1984     | South Bend          | Vereinigte Staaten  | Athletic & Convocation Center             |
| 10                  | 4. Februar 1984     | Ann Arbor           | Vereinigte Staaten  | Crisler Arena                             |
| 11                  | 5. Februar 1984     | Indianapolis        | Vereinigte Staaten  | Market Square Arena                       |
| 12                  | 8. Februar 1984     | Charlotte           | Vereinigte Staaten  | Coliseum                                  |
| 13                  | 10. Februar 1984    | Lexington           | Vereinigte Staaten  | Rupp Arena                                |
| 14                  | 11. Februar 1984    | Chattanooga         | Vereinigte Staaten  | UTC Arena                                 |
| 15                  | 13. Februar 1984    | Philadelphia        | Vereinigte Staaten  | Spectrum                                  |
| 16                  | 14. Februar 1984    | Philadelphia        | Vereinigte Staaten  | Spectrum                                  |
| 17                  | 17. Februar 1984    | Norfolk             | Vereinigte Staaten  | Scope Arena                               |
| 18                  | 19. Februar 1984    | Murfreesboro        | Vereinigte Staaten  | Murphy Center                             |
| 19                  | 21. Februar 1984    | Orlando             | Vereinigte Staaten  | Orange County Convention and Civic Center |
| 20                  | 23. Februar 1984    | Biloxi              | Vereinigte Staaten  | Mississippi Coast Coliseum                |
| 21                  | 24. Februar 1984    | Baton Rouge         | Vereinigte Staaten  | LSU Assembly Center                       |
| Leg 2 – Nordamerika |                     |                     |                     |                                           |
| 22                  | 15. März 1984       | Hollywood           | Vereinigte Staaten  | Sportatorium                              |
| 23                  | 17. März 1984       | St. Petersburg      | Vereinigte Staaten  | Bayfront Center                           |
| 24                  | 20. März 1984       | Atlanta             | Vereinigte Staaten  | The Omni                                  |
| 25                  | 23. März 1984       | Richfield           | Vereinigte Staaten  | Coliseum                                  |
| 26                  | 24. März 1984       | Pittsburgh          | Vereinigte Staaten  | Civic Arena                               |
| 27                  | 26. März 1984       | Boston              | Vereinigte Staaten  | Boston Garden                             |
| 28                  | 28. März 1984       | Buffalo             | Vereinigte Staaten  | Memorial Auditorium                       |
| 29                  | 30. März 1984       | Rosemont            | Vereinigte Staaten  | Rosemont Horizon                          |
| 30                  | 31. März 1984       | Rosemont            | Vereinigte Staaten  | Rosemont Horizon                          |
| 31                  | 3. April 1984       | Cincinnati          | Vereinigte Staaten  | Riverfront Coliseum                       |
| 32                  | 4. April 1984       | Detroit             | Vereinigte Staaten  | Joe Louis Arena                           |
| 33                  | 6. April 1984       | Iowa City           | Vereinigte Staaten  | Carver–Hawkeye Arena                      |
| 34                  | 7. April 1984       | St. Paul            | Vereinigte Staaten  | Civic Center                              |
| 35                  | 9. April 1984       | Lincoln             | Vereinigte Staaten  | Bob Devaney Sports Center                 |
| 36                  | 11. April 1984      | Oklahoma City       | Vereinigte Staaten  | Myriad Convention Center                  |
| 37                  | 14. April 1984      | Dallas              | Vereinigte Staaten  | Reunion Arena                             |
| 38                  | 15. April 1984      | Houston             | Vereinigte Staaten  | The Summit                                |
| 39                  | 17. April 1984      | Kansas City         | Vereinigte Staaten  | Kemper Arena                              |
| 40                  | 19. April 1984      | St. Louis           | Vereinigte Staaten  | St. Louis Arena                           |
| 41                  | 21. April 1984      | Denver              | Vereinigte Staaten  | McNichols Sports Arena                    |
| 42                  | 23. April 1984      | Salt Lake City      | Vereinigte Staaten  | Salt Palace                               |
| 43                  | 26. April 1984      | Tempe               | Vereinigte Staaten  | ASU Activity Center                       |
| 44                  | 27. April 1984      | Tucson              | Vereinigte Staaten  | Community Center                          |
| 45                  | 29. April 1984      | Inglewood           | Vereinigte Staaten  | The Forum                                 |
| 46                  | 30. April 1984      | Inglewood           | Vereinigte Staaten  | The Forum                                 |
| 47                  | 3. Mai 1984         | San Diego           | Vereinigte Staaten  | Sports Arena                              |
| 48                  | 5. Mai 1984         | Oakland             | Vereinigte Staaten  | Coliseum Arena                            |
| 49                  | 8. Mai 1984         | Tacoma              | Vereinigte Staaten  | Tacoma                                    |
| 50                  | 9. Mai 1984         | Portland            | Vereinigte Staaten  | Memorial Coliseum                         |
| Leg 3 – Asien       |                     |                     |                     |                                           |
| 51                  | 21. Mai 1984        | Tokio               | Japan               | Nippon Budokan                            |
| 52                  | 22. Mai 1984        | Tokio               | Japan               | Nippon Budokan                            |
| 53                  | 24. Mai 1984        | Osaka               | Japan               | Ōsaka-jō Hall                             |
| 54                  | 26. Mai 1984        | Osaka               | Japan               | Ōsaka-jō Hall                             |
| 55                  | 28. Mai 1984        | Nagoya              | Japan               | Aichi Prefectural Gymnasium               |
| 56                  | 30. Mai 1984        | Tokio               | Japan               | Nippon Budokan                            |
| 57                  | 31. Mai 1984        | Tokio               | Japan               | Nippon Budokan                            |
| Leg 4 – Europa      |                     |                     |                     |                                           |
| 58                  | 6. Juni 1984        | London              | England             | Wembley Arena                             |
| 59                  | 8. Juni 1984        | London              | England             | Wembley Arena                             |
| 60                  | 9. Juni 1984        | London              | England             | Wembley Arena                             |
| Leg 5 – Nordamerika |                     |                     |                     |                                           |
| 61                  | 23. Juni 1984       | New York City       | Vereinigte Staaten  | Madison Square Garden                     |
| 62                  | 24. Juni 1984       | New York City       | Vereinigte Staaten  | Madison Square Garden                     |
| 63                  | 26. Juni 1984       | New York City       | Vereinigte Staaten  | Madison Square Garden                     |
| 64                  | 27. Juni 1984       | New York City       | Vereinigte Staaten  | Madison Square Garden                     |
| 65                  | 29. Juni 1984       | New York City       | Vereinigte Staaten  | Madison Square Garden                     |
| 66                  | 1. Juli 1984        | New York City       | Vereinigte Staaten  | Madison Square Garden                     |
| 66                  | 5. Juli 1984        | New York City       | Vereinigte Staaten  | Madison Square Garden                     |

## Band
- Billy Joel: Gesang, Klavier
- David Brown: Gitarre
- Russell Javors: Gitarre
- David LeBolt: Keyboards
- Doug Stegmeyer: Bass
- Liberty DeVitto: Schlagzeug
- Frank Simms: Hintergrundgesang
- Peter Howlett: Hintergrundgesang
- Bob Duncan: Hintergrundgesang
- Larry Etkin: Trompete
- Bob Livingood: Trompete
- Glenn Stulpin: Saxophon